# Synageles ramitus
Synageles ramitus är en spindelart som beskrevs av Jekaterina Michajlovna Andrejeva 1976. Synageles ramitus ingår i släktet Synageles och familjen hoppspindlar. Inga underarter finns listade i Catalogue of Life.